# Megalobulimus popelairianus
Megalobulimus popelairianus é uma espécie de caracol tropical, um molusco gastrópode pulmonado da família Strophocheilidae.

## Distribuição
Megalobulimus popelairianus ocorre no Equador, na Bolívia (duvidoso) e no Brasil.

## Descrição
A concha de Megalobulimus popelairianus é notavelmente grande (136-155 mm de comprimento e 85-98 mm de altura) e sólida, com formato ovalado-cônico, superfície recoberta por um perióstraco espesso e brilhante e um umbílico estreito. A espira apresenta um afilamento relativamente regular, enquanto a penúltima volta é levemente saliente. A última volta é achatada na região dorsal. A coloração varia entre marrom-avermelhado escuro e castanho intenso, geralmente com finas estrias longitudinais mais escuras e uma faixa mais clara logo abaixo da sutura. As voltas iniciais têm tonalidade vermelho-opaca, e o ápice é branco.
A protoconcha é composta por cerca de quatro voltas ornamentadas com fortes costelas longitudinais estreitas. Essa escultura torna-se menos evidente na quarta volta, especialmente próxima à sutura. As duas voltas seguintes, já na teleoconcha, têm rugas de crescimento irregulares e uma granulação espiral densa, mas de padrão desigual, que tende a desaparecer na última volta. Esta última é caracterizada por pregas longitudinais mais grossas e rugosidades irregulares. A sutura entre as voltas da concha é profunda, especialmente na última.
A abertura, com formato trapezoidal, corresponde cerca de metade do comprimento total da concha. Tem cor interna branca, com um leve tom violáceo ou azulado. O lábio externo é espessado, bem refletido, geralmente branco ou com borda castanho-clara. A columela é branca, fortemente refletida, e se estende parcialmente sobre a volta do corpo. Continua pela parede parietal como um calo branco espesso e bem visível, que apresenta um ou dois nódulos baixos e calosos na região superior.

## Ovos
Megalobulimus popelairianus tem os maiores ovos de todos os gastrópodes terrestres. O tamanho do ovo é 51 × 35 mm.